# ナッシュ・アンド・トムソン

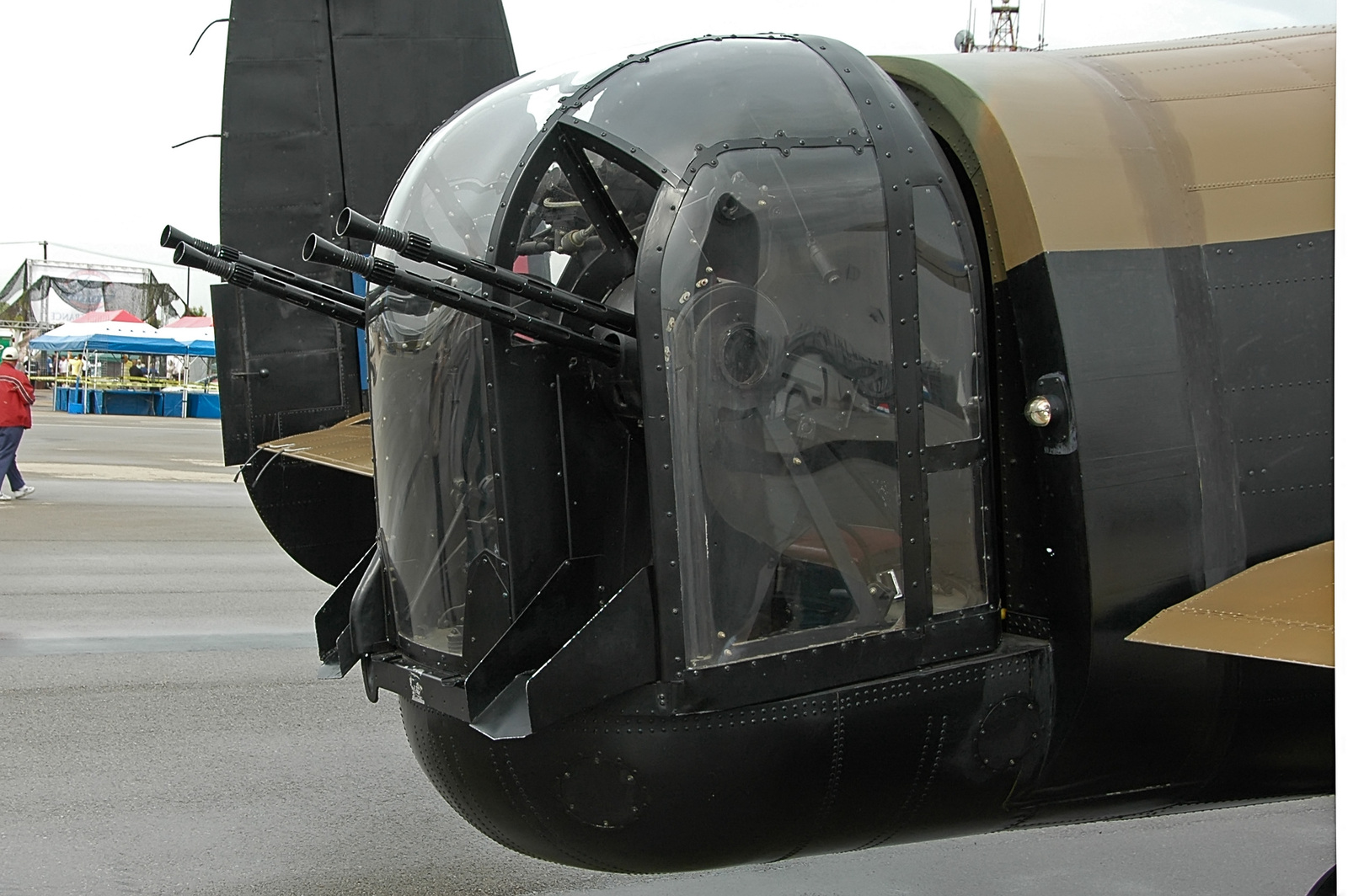
アブロ ランカスターのFN-20 4連装尾部銃塔

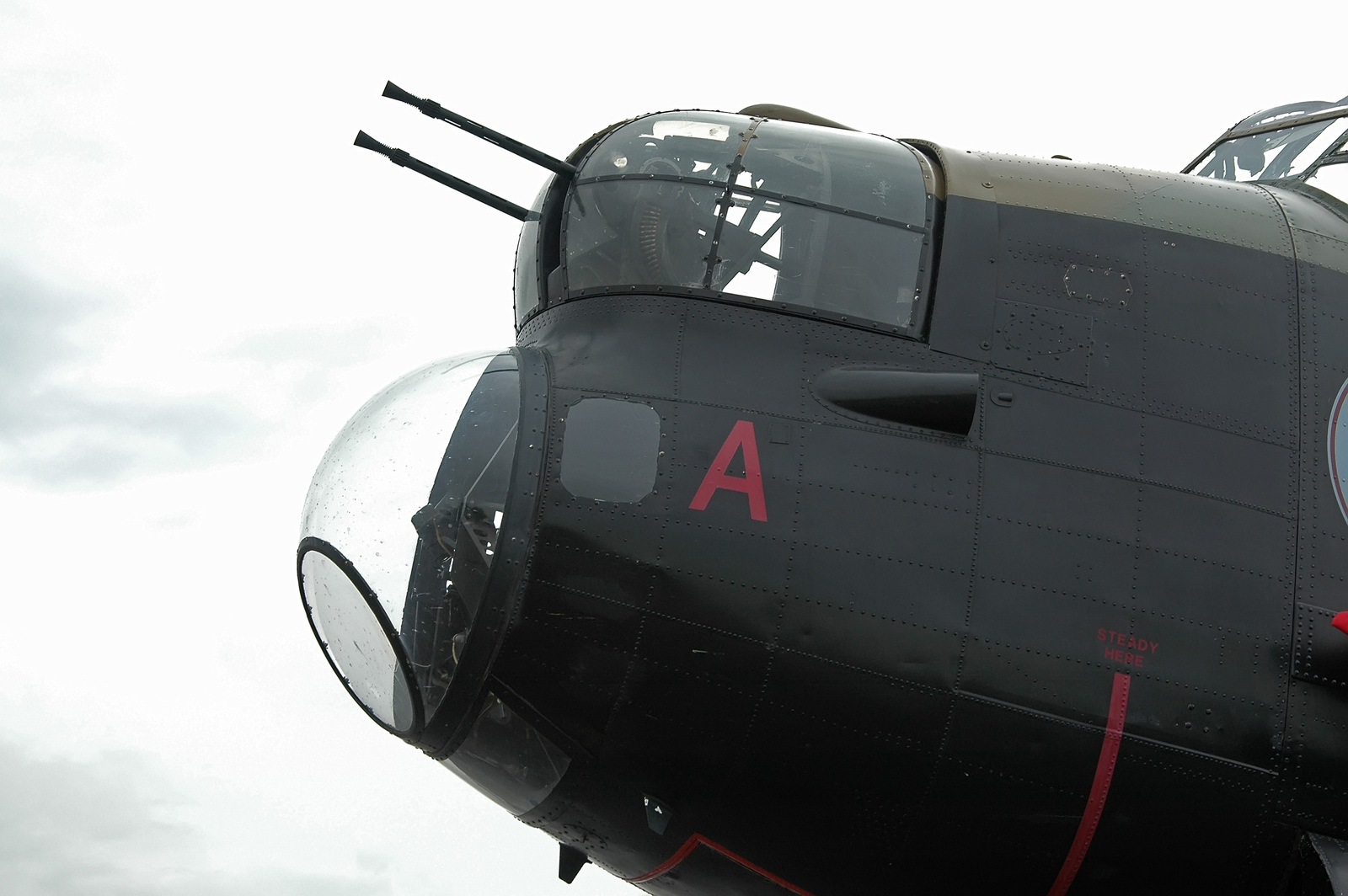
アブロ ランカスターのFN-5 2連装機首銃塔

ナッシュ・アンド・トムソン（Nash & Thomson）は、航空機用の油圧作動式銃塔を専門に製造する英国のエンジニアリング会社であった。またH2SとAI マークVIIIといった油圧作動式レーダー走査機構の重要な製造業者でもあった。

## 歴史
ナッシュ・アンド・トムソン社は1929年にキングストン・アポン・テームズでアーチボールド・フレイザー＝ナッシュとヘンリー・ロナルド・ゴッドフリーの共同事業として設立された。元々はフレイザー・ナッシュ社（Frazer Nash）が生み出した銃塔の開発をするために設立され、それ故にその設計の型式名の頭には「FN」の文字がつけられた。
英国内での主な競合製品はフランスのSAMM社設計のライセンスを持つボールトンポール社（BP）の製品であった。FN銃塔が航空機の油圧システムから供給される油圧で作動する一方でBP社製の銃塔は各銃塔に航空機の24ボルト電気システムで作動する独立した油圧ポンプを装備していた。
1996年にナッシュ・アンド・トムソン社の存族会社はM・L・アヴィエーション社（M L Aviation：MLA）に買収され、MLAは最終的にコブハム社に買収された。

## 製品
ナッシュ・アンド・トムソン社は幅広い航空機用銃塔を製造した。全て油圧作動式で、明記しているもの以外は0.303 インチ (7.7 mm) ヴィッカースKかブローニング機関銃を装備していた。多くはパーナル航空機で製造された。
- FN-1 - ホーカー デーモンに搭載された「ロブスター型」（"lobster back"）半開放式銃塔
- FN-4A - 4連装尾部銃塔
- FN-5 - アブロ ランカスター、アブロ マンチェスター、ショート スターリング、ビッカース ウェリントンに搭載された2連装機首銃塔
- FN-7 - ブラックバーン ボウタ、アブロ マンチェスター、ショート サンダーランドとスターリングに搭載された2連装背面銃塔
- FN-9 - 極く少数のビッカース ウェリントンの胴体下面に搭載された2連装「ゴミ箱」（dustbin）型引き込み式銃塔
- FN-10 - 初期型のビッカース ウェリントンとアームストロング・ホイットワース ホイットレイに搭載された2連装尾部銃塔
- FN-11 - ショート サンダーランドに搭載された引き込み式2連装機首銃塔
- FN-13 - ショート サンダーランドに搭載された4連装尾部銃塔
- FN-16 - アームストロング・ホイットワース ホイットレイに搭載された単装ヴィッカースK機関銃の機首銃塔
- FN-17 - 極く少数のアームストロング・ホイットワース ホイットレイの胴体下面に搭載された2連装「ゴミ箱」型引き込み式銃塔
- FN-20 - アブロ ランカスター、ビッカース ウェリントン、ショート スターリング、アームストロング・ホイットワース ホイットレイに搭載された4連装尾部銃塔
- FN-50 - アブロ ランカスターと後期型のショート スターリングに搭載された2連装背面銃塔
- FN-51 - 初期型のハンドレページ ハリファックスに搭載された2連装背面銃塔
- FN-64 - 極く少数のアブロ ランカスターの胴体下面に搭載された伸縮式照準器付き2連装銃塔
- FN-82 - 後期型のアブロ ランカスターに搭載された2連装0.5 インチ (12.7 mm) ブローニング 尾部銃塔
- FN-54 - ブリストル ブレニム Mk.IVとブリストル ボーフォートの機首下面に搭載された後方向け2連装銃塔
- FN-121 - 後期型のアブロ ランカスターに搭載された4連装尾部銃塔
- FN-120 - 後期型のアブロ ランカスターに搭載された「ヴィレッジ・イン」（Village Inn）自動レーダー照準装置付き4連装尾部銃塔
- FN-150 - 多くのアブロ ランカスターに搭載されたFN-50の改良型2連装背面銃塔